# António de Oliveira Bernardes

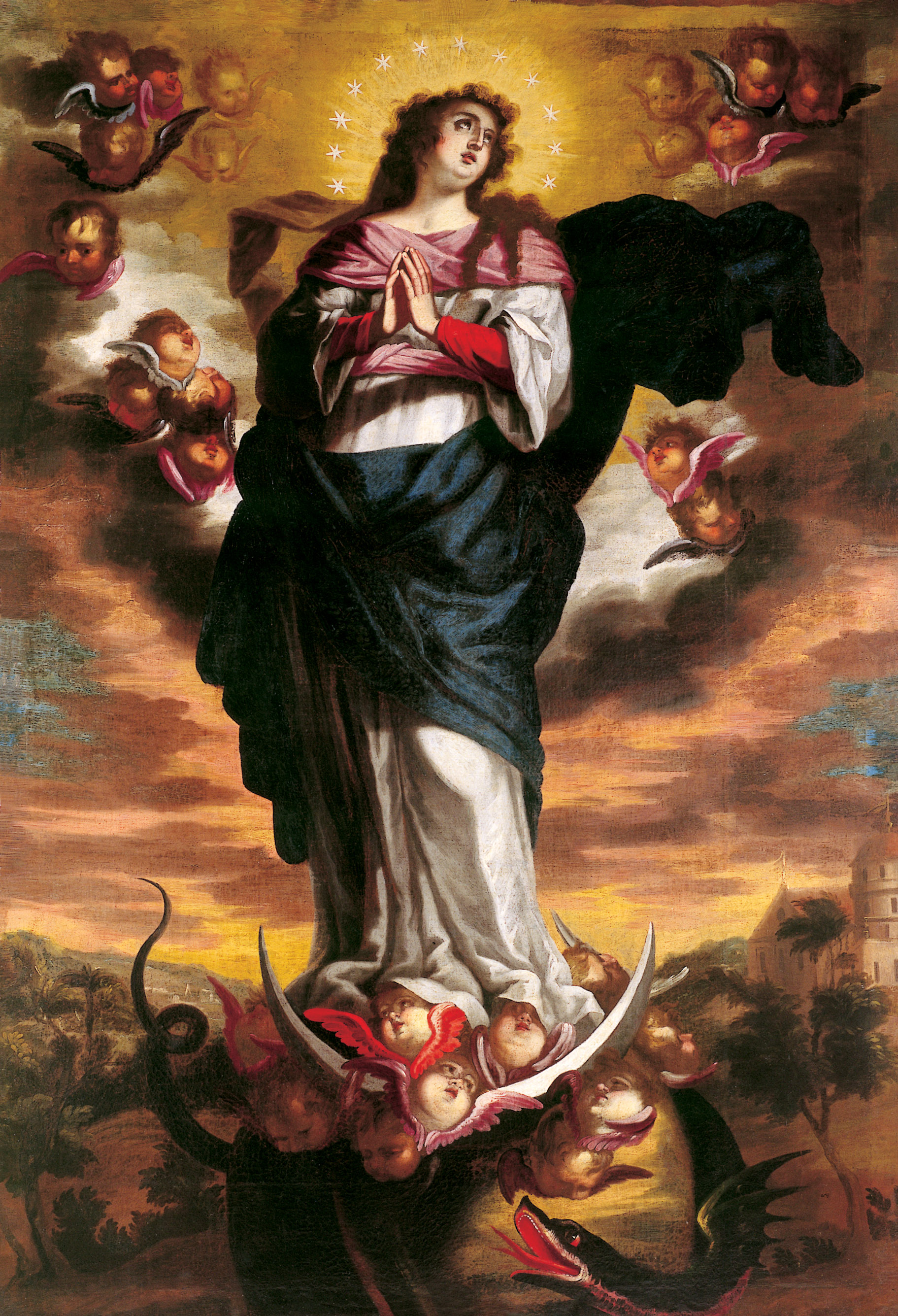
Nossa Senhora da Conceição, por António de Oliveira Bernardes

António de Oliveira Bernardes (1686/1687 - 1732) foi um pintor e azulejista português dos séculos XVII e XVIII.
Nascido no Alentejo, serviu como mordomo da Irmandade de S. Lucas, entre 1686 e 1687.
Integra-se no chamado ciclo dos mestres da produção azulejar portuguesa.
Pensa-se que pode ter falecido em 1732, embora não se possa confirmar esse facto.

## Obra
Na sua obra como azulejista destacam-se:
- Capela de São Pedro de Rates (1715);
- Sé de Braga: Capela de São Geraldo;
- Igreja das Mercês (Évora): Sacristia;
- Igreja das Mercês (Lisboa): Sala de Passagem para a sacristia;
- Convento dos Lóios (Évora): Nave da igreja: painéis historiados com episódios da vida de São Lourenço Justiniano;
- Convento da Esperança (Ponta Delgada): Côro-baixo;
- Convento de São Domingos de Benfica (Lisboa): Transepto da igreja;
- Igreja de Nossa Senhora do Terço (Barcelos): Corpo da igreja: Painéis historiados com episódios da vida de São Bento (1713);
- Santuário de Nossa Senhora da Nazaré: Sacristia;
- Ermida de Porto Salvo (Paço de Arcos).

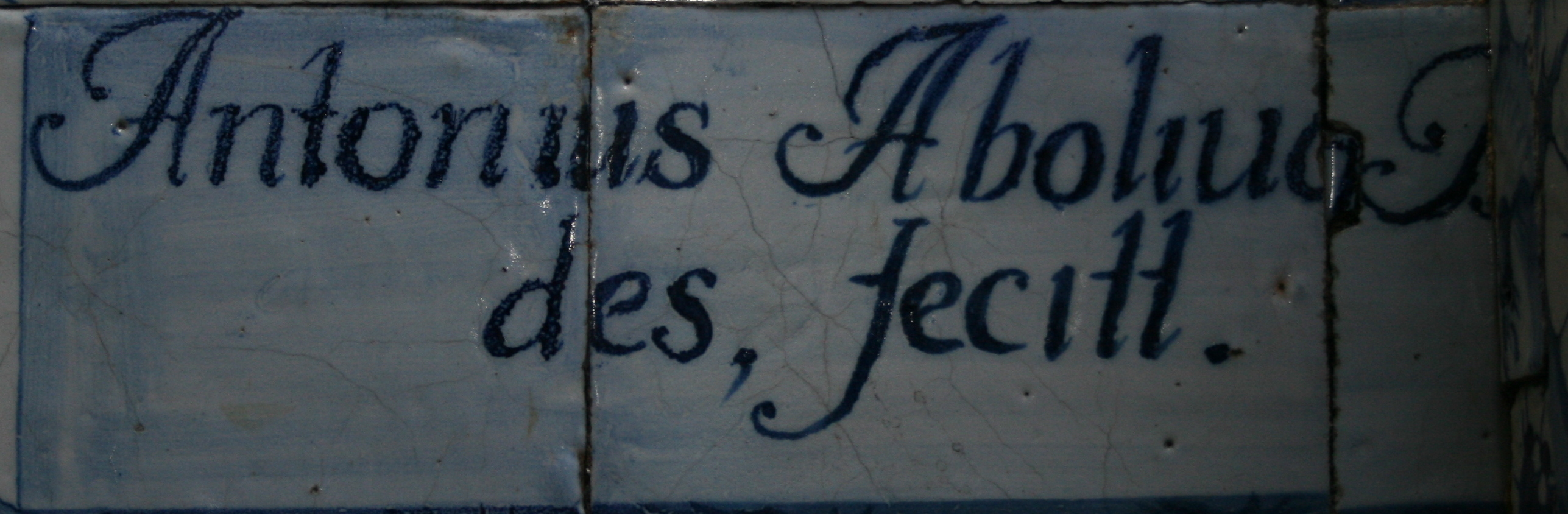
Assinatura de António de Oliveira Bernardes na Capela do Santuário de Nossa Senhora dos Remédios, em Peniche

Na última fase da sua carreira trabalha em parceria com Policarpo de Oliveira Bernardes, seu filho e discípulo, sendo de destacar:
- Igreja do Pópulo (Braga): Revestimento;
- Santuário de Nossa Senhora dos Remédios (Peniche): Nave e capela-mor.

## Discípulos
António de Oliveira Bernardes teve como discípulos, entre outros, os pintores:
- André Gonçalves;
- Bartolomeu Antunes;
- Nicolau de Freitas;
- Policarpo de Oliveira Bernardes, seu filho;
- Teotónio dos Santos;
- Valentim de Almeida.